# Anton Otto Schellenberg
Anton Otto Schellenberg (* 16. Juni 1773 in Dinglingen; † 4. August 1857 in Freiburg im Breisgau) war ein deutscher Schriftsteller, Privatlehrer, evangelischer Theologe und Pfarrer.

## Leben
Anton Otto Schellenberg war ein Sohn des Pfarrers und Rektors Johann Georg Schellenberg und dessen Frau Auguste Charlotte, geborene Salz. Die Familie Schellenberg stammte aus dem Saarländischen und entfaltete sich besonders im Baden-Württembergischen. 
In den Jahren 1788 bis 1792 besuchte er das Darmstädter Pädagogium. Er studierte dann evangelische Theologie an den Universitäten Gießen, Göttingen und Jena. 1797 war er ein Jahr Kollaborator am Lehrerseminar in Idstein. Im Anschluss wurde er als Hofmeister auf Reisen durch Holland genannt, in dieser Zeit wirkte er als Autor von Monographien und Beiträgen in Zeitschriften. In seinen im Jahr 1804 erschienenen Schriften wurde er als Privatlehrer in Arnheim charakterisiert.
Im Jahr 1814 absolvierte er seine Staatsprüfung und wurde Vikar in Memprechtshofen, dann in Linx. Zwischen 1815 und 1833 war er Pfarrer in Kehl, bevor er in den Ruhestand ging. Schellenberg war unverheiratet.

## Schriften
- Freie Bemerkungen über Kopenhagen in Briefen. Gotha 1796 (Online).
- Die neue Tauchkunst. Ars Neptunia; Erfindungen. Arnheim 1804 (online).
- Die Schutz-Schiffahrt und Schiffer-Rettung. Ponto-Sosibiotik, Sosi-Nautik, oder Die See-Assecuranz, neue Erfindungen. Arnheim 1804 (online).
- Die Pasimusik oder das Hermans-Spiel. Bekanntmachung der vor einigen Jahren angekündigten Freuden-Erfindung; ein Versuch. Dieterich, Göttingen 1811 (Online).